# Base aérienne de Chabua
La base aérienne de Chabua, aussi Air Force Station Chabua ou AFS Chabua, (code OACI : VECA), est une base aéroportuaire des Force aérienne indienne située dans la région de l'Assam, en Inde.

## Historique
La base existe depuis 1939 et a servi comme lieu de départ pour les avions de l'A.T.C. ravitaillant les troupes de Tchang Kaï-chek lors de l'opération La Bosse qui résistaient lors de la guerre sino-japonaise ; pour cette opération les Douglas C-47 et les Curtiss C-46 étaient en usage. La base a été attaquée fin 1943 par des avions japonais, le déploiement du No. 176 Squadron RAF avec ses Bristol Beaufighter y mis fin.

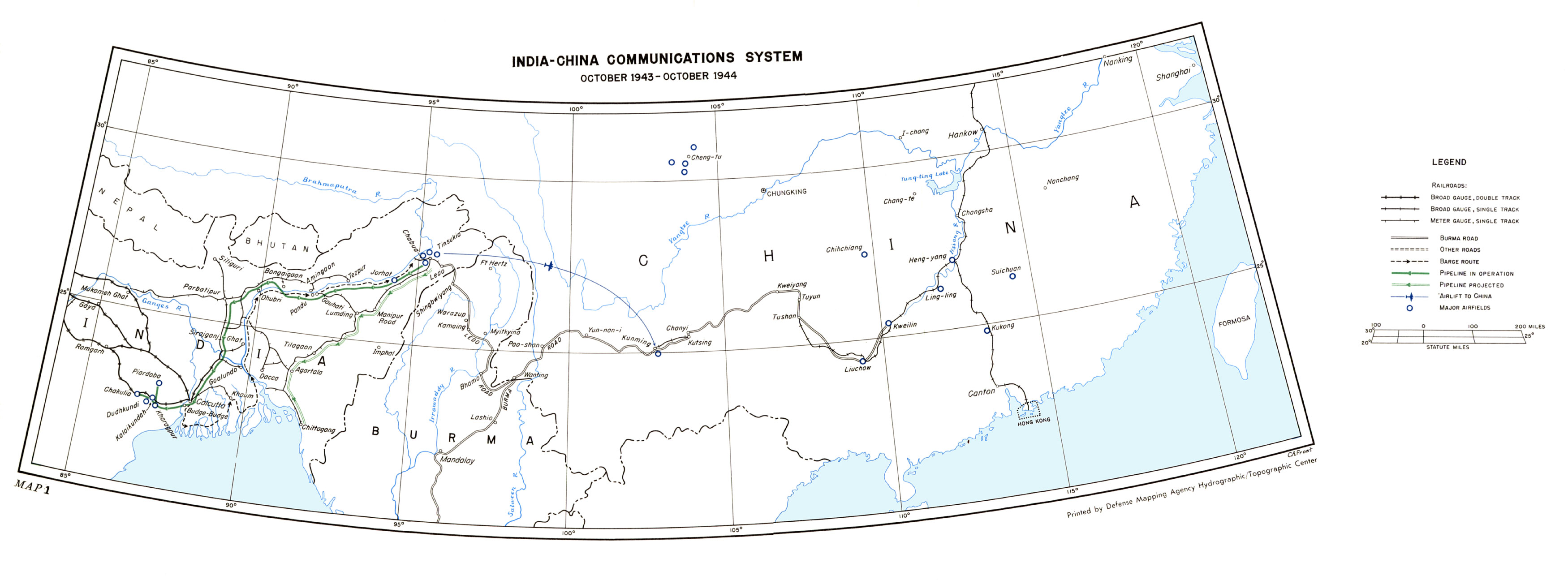
Les avions, en bleu, ravitaillant depuis Chabua.

Elle accueillait aussi des avions de la 10e Air force pour des actions de bombardement vers la Birmanie, le sud de la Chine et l'Indochine avec des B-24 Liberator.

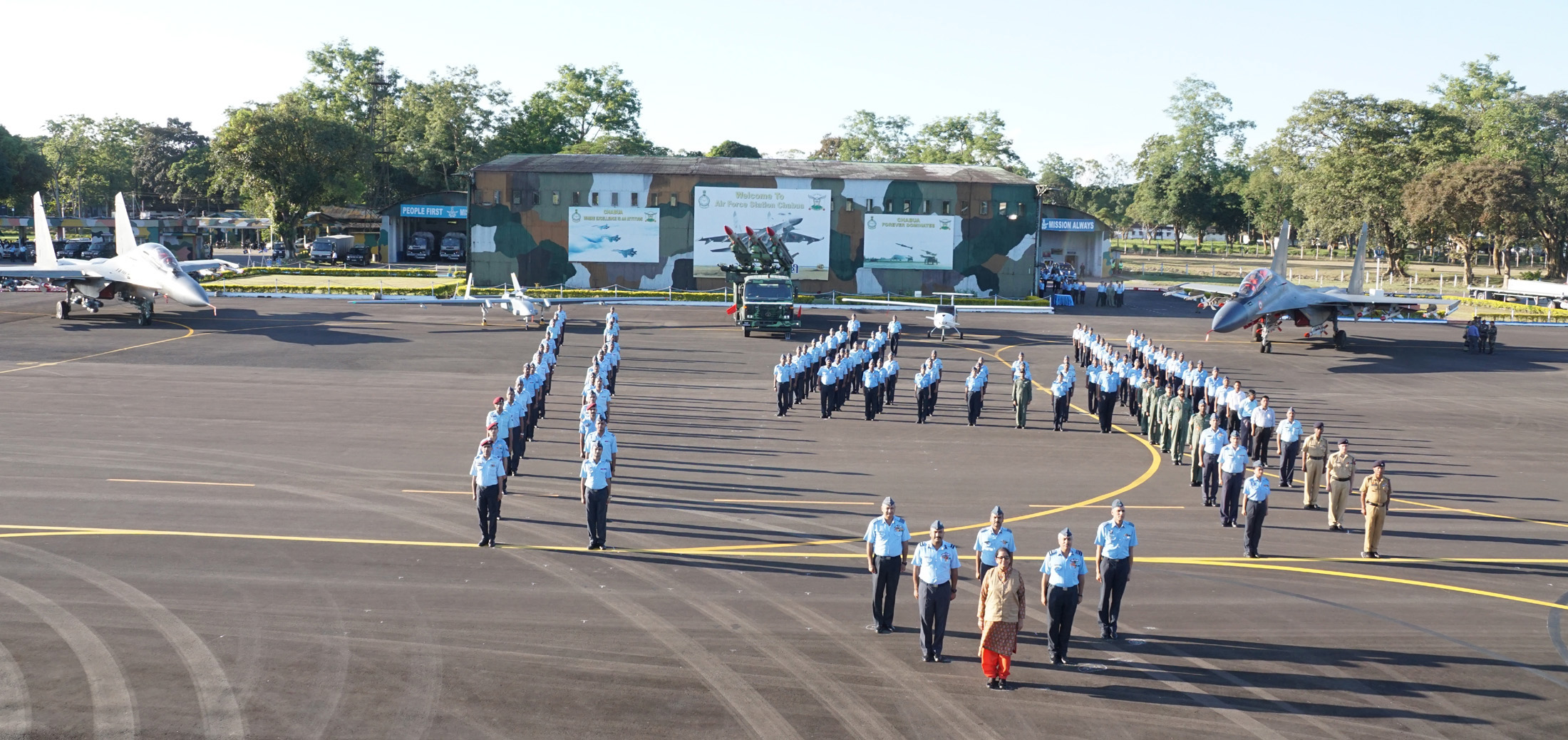
En 2017 lors de la visite de Nirmala Sitharaman, ministre de la défense.

La base fut ensuite abandonnée avant d'être remise en état en 1962 pour faire face à la Guerre sino-indienne. Y furent déployés des Mig-21 et actuellement des Soukhoï Su-30MKI du 102e Squadron appartenant à la 14e Wing.

## Situation
| \| 300 km1:23 714 000 \| Delhi Bombay Madras Bangalore Calcutta Hyderabad Cochin Ahmedabad Goa Pune Thiruvananthapuram Calicut Lucknow Guwahati Srinagar Jaipur Bhubaneswar Coimbatore Nagpur Indore Mangalore Visakhapatnam Patna Amritsar Chandigarh Tiruchirappalli Jammu Raipur Bénarès Agartala Port Blair Vadodara Imphal Bagdogra Madurai Bhopal Ranchi Aurangabad Udaipur Leh Tirupati Rajkot Jodhpur Dehradun Dibrugarh Silchar Gaya Cannanore Vijayawada Surate Durgapur Jamnagar Belagavi Hubli-Dharwad Khajurâho Nanded Aizawl Dimapur Agra Bathinda Gwalior Gorakhpur Hindon |
| 300 km1:23 714 000 |